# Drôle de noce
Pour plus de détails, voir Fiche technique et Distribution.
Drôle de noce est un film français réalisé par Léo Joannon, sorti en 1952.

## Fiche technique
- Titre : Drôle de noce !
- Réalisateur : Léo Joannon
- Scénariste : Léo Joannon et Jean Lévitte
- Société de production : Les Productions R.J. De Venloo
- Producteurs :  Léo Joannon et Roger De Venloo
- Photographie : Victor Arménise
- Montage :  Monique Isnardon et Robert Isnardon
- Son : Robert Teisseire
- Musique :  Georges Van Parys
- Genre : Comédie
- Distribution : Pathé
- Pellicule : 1,37:1 - noir et blanc
- Durée : 73 minutes (1 h 13)
- Date de sortie : 10 septembre 1952

## Distribution
- Julien Carette : le concierge Julien Barbezat
- Magali Vendeuil : Marie Barbezat
- Mary Marquet : Madame Aglaé
- Jean Richard : Joseph Bonhomme
- Paul Barge : L' agent
- Simone Bessy : Mme. Lebourcier
- René Blancard : M. Victor
- Rivers Cadet  : Michaud
- Jean Carmet : Paulhaud
- Paul Demange : "L' homme au taxiphone"
- Liliane Ernout : Mlle Odette
- Claire Gérard
- Paule Launay
- Yvonne Legeay
- Yette Lucas
- Mag-Avril
- Émile Mylo
- Charles Lemontier : M. Désiré
- Palmyre Levasseur : La concierge
- Colette Mareuil : Invitée
- Maximilienne : La veuve Cornil
- Albert Michel : Le fils Cornil
- Claire Olivier : Mme Désirée
- Jean Thielment : Le receveur
- Robert Rollis : Monsieur Rossignol
- Colette Régis
- Germaine Stainval
- Stéphane-Henry